# エクトチオロドスピラ属
クロマチウム属はエクトチオロドスピラ科の基準属で、グラム陰性の非芽胞形成嫌気性光合成らせん菌ないし桿菌。1本ないし複数の極鞭毛を持ち運動を行う。かつてはクロマチウム科に分類されていたが、のちに独立した。基準種はエクトチオロドスピラ・モビリス。属名は外側に硫黄を出す薔薇色のらせんに因む。
海水のような弱アルカリ性の塩水中に生息する好塩菌。バクテリオクロロフィルaやバクテリオクロロフィルb、カロテノイドといった色素を生産し光合成をおこなう独立栄養細菌。幾つかの種は増殖に硫化物とビタミンB12を要求する。細胞外に利用した硫化物が酸化して生じた硫黄粒を排出する。